# Coucou d'Izegem
La "Coucou d'Izegem" est une race de poules domestiques.

## Description
C'est une volaille de chair grande et forte, avec une queue peu développée et presque horizontale, à l'ossature forte, au corps rectangulaire, avec une poitrine proéminente, un dos large et horizontal et des tarses lisses et blancs. Sa crête est "rosacée".
C'est une volaille à deux fins (chair et ponte) et rustique, elle couve facilement, même en hiver.  
Elle est peu répandue en Belgique et n'est pas élevée en France.

### Origine
Originaire de Flandre-Occidentale en Belgique, des environs d'Izegem. D'anciens documents de 1554 de E.Vander Straeten la décrivent déjà, dans sa forme ancienne (sans ajout de sang asiatique). En 1907 sa propagation est assurée par le "Neerhof d’Izegem" avec comme promoteur L. Laridon. Son standard est élaboré en 1909 et elle fut exposée pour la première fois en 1910.
Elle est issue de volailles fermières indigènes coucou avec une influence de sang asiatique

### Standard officiel
- Masse idéale : coq, 4 kg ; poule, 3,5 kg
- Crête : frisée, épine suivant la nuque
- Oreillons : rouges
- Couleur des yeux : rouge-orangé
- Couleur de la peau : blanc
- Couleur des Tarses : chair
- Variétés de plumage : uniquement coucou
- Œufs à couver : min. 65g, coquille brune
- Diamètre des bagues : coq, 22mm ; poule, 20mm

## Sources
- Le Standard officiel des volailles (Poules, oies, dindons, canards et pintades), édité par la SCAF.
- Le Standard des races belges (Belgique).